# ایسیاگا سیلا
ایسیاگا سیلا (انگلیسی: Issiaga Sylla؛ زادهٔ ۱ ژانویهٔ ۱۹۹۴) بازیکن فوتبال اهل گینه است.
از باشگاه‌هایی که در آن بازی کرده است می‌توان به باشگاه فوتبال تولوز و باشگاه فوتبال هورویا اشاره کرد.
وی همچنین در تیم ملی فوتبال گینه بازی کرده است.